# Stanford on Avon
Stanford on Avon är en by i Northamptonshire i England. Byn är belägen 10 km 
från Rugby. Orten har 48 invånare (2009). Byn nämndes i Domedagsboken (Domesday Book) år 1086, och kallades då Stanford.